# Motacilla maderaspatensis
Motacilla maderaspatensis è una specie di uccelli passeriformi della famiglia Motacillidae.
È un uccello di medie dimensioni ed è il membro più grande della famiglia delle motacilla. Il piumaggio è caratterizzato da colore nero sulla coda, sulle ali, sul dorso e la parte superiore del corpo e bianco sul collo e il ventre, con una striscia dello stesso colore sulle ali e sulla testa. Originarie dell'Asia meridionale, si sono adattati agli ambienti urbani, spesso nidificando sui tetti. Il nome deriva dalla città indiana di Madras (ora Chennai).